# Debswana
Debswana Diamond Company Ltd — алмазодобывающая компания в Ботсване, совместное предприятие корпорации De Beers и правительства Ботсваны.

## История
Компания была создана 23 июня 1969 года после того, как геологи De Beers обнаружили в 1960-х годах месторождение алмазов в районе Орапа. Сначала она носила название De Beers Botswana Mining Company, и доля правительства Ботсваны составляла в ней лишь 15 %. Постепенно доля правительства была увеличена до 50 %, и в 1991 году название компании было изменено на современное.

## Экономическое положение
В настоящее время компания контролирует всю добычу алмазов в Ботсване. Четыре карьера компании добывают около 30 миллионов каратов алмазов в год, что составляет около четверти мировой добычи алмазов. Высокая стоимость добываемых компанией алмазов делает её крупнейшим добытчиком алмазов в мире (по стоимости). Debswana является крупнейшим негосударственным работодателем в Ботсване, где добыча алмазов даёт треть национального ВВП и 90 % экспортных доходов.

## Собственность
В собственности компании находятся четыре карьера по добыче алмазов и один угледобывающий карьер.
Добыча алмазов:
- Орапа (с 1971 года)
- Летлхакане (с 1975 года)
- Джваненг (с 1982 года)
- Дамтсхаа (с 2003)

Добыча угля:
- Морупуле